# Daphne Blake
Daphne Ann Blake – postać z serii seriali i filmów Scooby Doo.
Wiecznie popadająca w kłopoty 16-letnia dziewczyna z długimi do ramion, rudymi włosami. Ma niebieskie oczy, zawsze delikatnie pomalowane konturówką. Nosi zieloną apaszkę, fioletową sukienkę i opaskę, różowe rajstopy oraz fioletowe buty. Wysportowana, piękna, szybka, zwinna i z figurą. Potrafi walczyć za pomocą swoich gadżetów związanych z modą. Daphne lubi się stroić, zna się na modzie. Jej rodzina pochodzi ze Szkocji, ale ona sama od urodzenia mieszka w Stanach. Należy do Tajemniczej Spółki. Ulubione zdanie: „O mamciu!”. Zazwyczaj zostaje schwytana przez przestępców i ratowana przez przyjaciół, zwykle przez Freda. W filmach fabularnych zagrana przez Sarah Michelle Gellar (w filmie Scooby-Doo 2: Potwory na gigancie zdubbingowana przez Agnieszkę Fajlhauer), a w kreskówce dubbingowana:
- w polskiej wersji językowej przez:
  - Dorotę Kawęcką (edycja Polskich Nagrań)
  - Beatę Jankowską (kreskówki)

- w USA przez:
  - Indirę Stefaniannę Christopherson (1969–1970)
  - Heather North (Kenney) (1970–1985, 2003)
  - Kellie Martin (seria Szczeniak zwany Scooby Doo, 1988–1991)
  - Mary Kay Bergman (1998–2000)
  - Grey DeLisle (2001–)

## Krewni
- George R. Blake – ojciec
- Elizabeth Blake – matka
- wujek Matt, hodowca bydła
- John Maxwell – wujek, reżyser
- Olivia Derby – ciotka
- Danica LaBlake – kuzynka, znana francuska modelka
- Shannon Blake – kuzynka mieszkająca w rodzinnym zamku klanu Blake’ów w Szkocji